# Aplanulata
Aplanulata es un suborden de cnidarios del orden Anthoathecata, clase Hydrozoa. 

## Taxonomía
La organización taxonómica de las especies, géneros, familias y órdenes del filo Cnidaria viene siendo, desde el siglo XIX, materia apasionante para los científicos. Dado el que se vienen descubriendo y describiendo gran cantidad de nuevas especies, y, a que la observación de las mismas mediante análisis mitocondriales, filogenéticos y por PCR, así como a las imágenes proporcionadas por el microscopio electrónico de barrido, revelan resultados que obligan a reclasificar muchas de ellas.

El establecimiento del suborden Aplanulata se debe a estudios realizados por Collins et al, en 2004 y 2005, mediante análisis filogenéticos mitocondriales, que conforman este nuevo clado con géneros del suborden Capitata.

## Descripción
El carácter diagnóstico del grupo es la ausencia de la fase plánula ciliada en el ciclo de vida, típica de Hydrozoa, teniendo la mayoría de sus especies la fase pólipo solitario, frente a la habitual fase pólipo colonial del orden Anthoathecata. Sus especies varían también considerablemente en la posesión de la fase medusa pelágica, con especies que producen medusas independientes de natación libre, mientras que otras tienen estructuras que muestran fases tempranas de desarrollo medusoide. Estas estructuras, llamadas gonoporos, están adjuntas al cuerpo del pólipo, y, a menudo, poseen varios elementos de la morfología de las medusas, como tentáculos.
Estos pólipos solitarios varían en tamaño desde unos pocos milímetros, como el caso de Hydra, hasta los 70 cm de talla de Branchiocerianthus

## Hábitat y distribución
Habitan tanto en aguas saladas, como salobres o dulces.
La distribución geográfica de los representantes del grupo incluye todos los océanos y latitudes, desde aguas polares a tropicales, con especies que viven en simbiosis con esponjas o corales, y desde zonas intermareales a aguas profundas.

## Familias

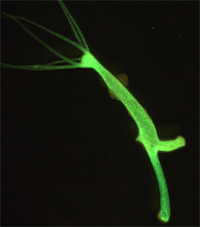
Hydra vulgaris

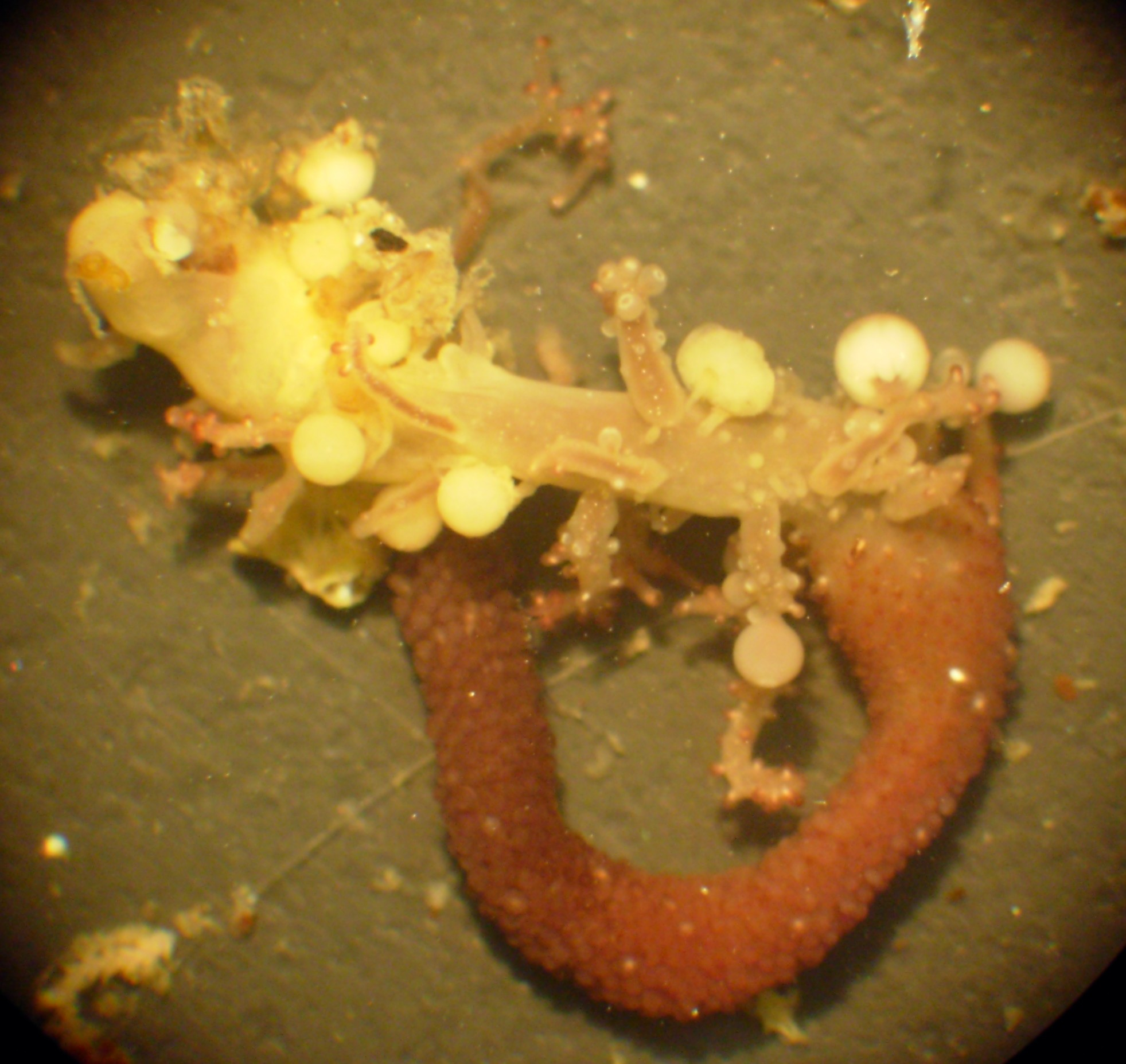
Candelabrum cocksii

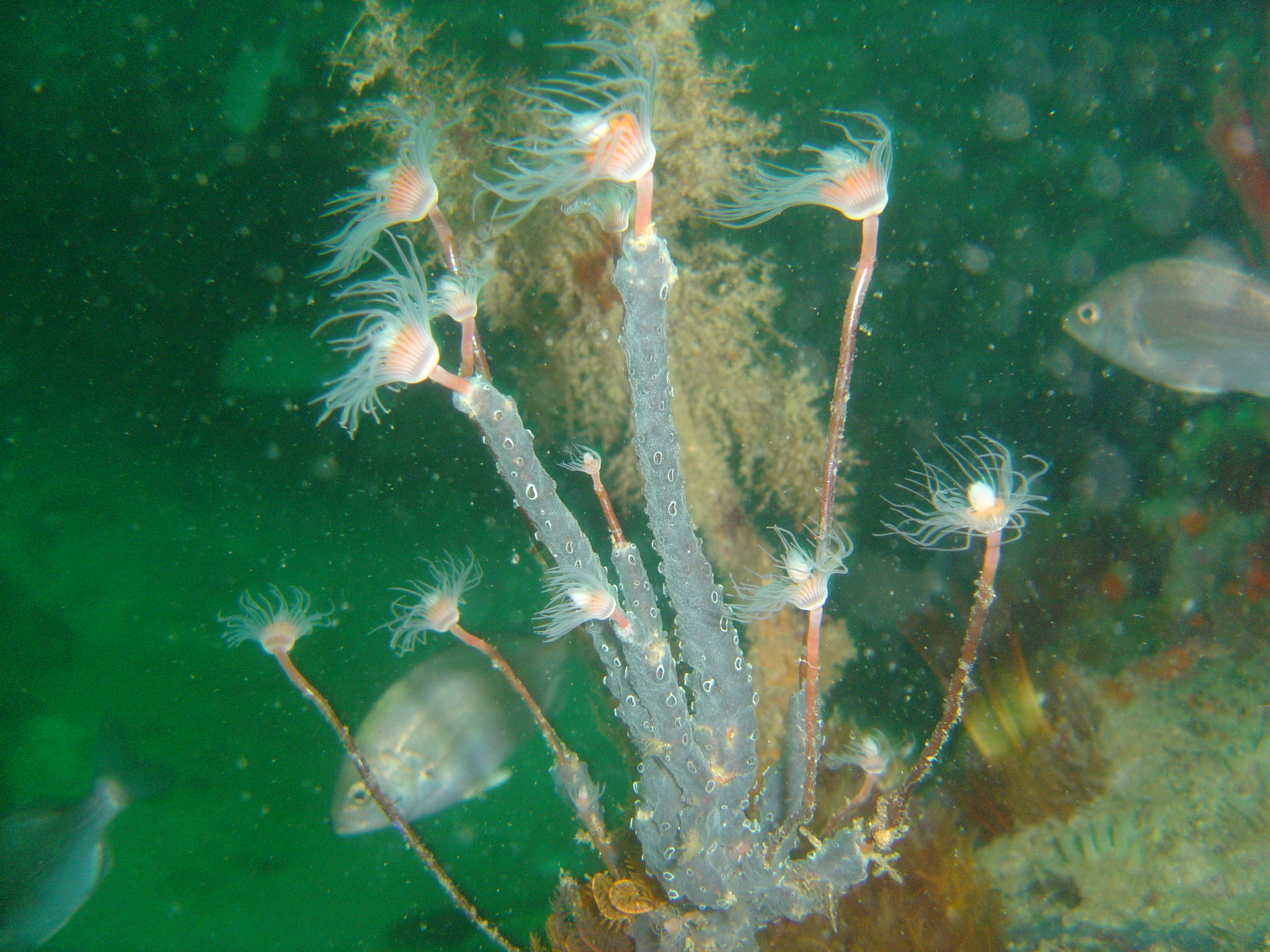
Ectopleura crocea recubierta parcialmente por esponja incrustante

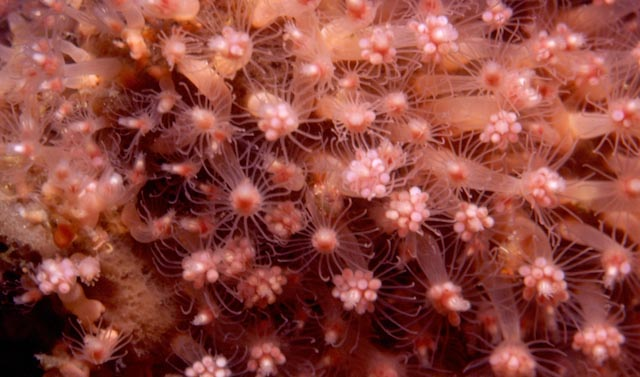
Zyzzyzus warreni

El Registro Mundial de Especies Marinas reconoce las siguientes familias con especies vivientes en Aplanulata:
- Acaulidae Fraser, 1924
- Boeromedusidae Bouillon, 1995
- Boreohydridae Westblad, 1947
- Candelabridae Stechow, 1921
- Corymorphidae Allman, 1872
- Hydridae Dana, 1846
- Margelopsidae Mayer, 1910
- Paracorynidae Picard, 1957
- Protohydridae Allman, 1888
- Tubulariidae Goldfuss, 1818

Taxones reconocidos como sinonimia:
- Familia Amalthaeidae Haeckel, 1879 aceptada como Corymorphidae Allman, 1872
- Familia Branchiocerianthidae Broch, 1916 aceptada como Corymorphidae Allman, 1872
- Subfamilia Candelabrinae Stechow, 1921 aceptada como Candelabridae Stechow, 1921
- Familia Euphysidae Haeckel, 1879 aceptada como Corymorphidae Allman, 1872
- Familia Hybocodonidae Allman, 1872 aceptada como Tubulariidae Goldfuss, 1818
- Infraorden Hypolytidae aceptado como Corymorphidae Allman, 1872
- Familia Monocaulidae Allman, 1872 aceptada como Corymorphidae Allman, 1872
- Familia Myriothelidae Hincks, 1868 aceptada como Candelabridae Stechow, 1921
- Infraorden Paragoteidae aceptado como Corymorphidae Allman, 1872
- Familia Pelagohydridae Dendy, 1902 aceptada como Margelopsidae Mayer, 1910
- Subfamilia Steenstrupiini Cockerell, 1911 aceptada como Corymorphidae Allman, 1872
- Familia Symplectaneidae Fraser, 1943 aceptada como Candelabridae Stechow, 1921
- Subfamilia Trichorhizini Cockerell, 1911 aceptada como Corymorphidae Allman, 1872
- Familia Tubulariae Goldfuss, 1818 aceptada como Tubulariidae Goldfuss, 1818
- Superfamilia Tubulariida aceptada como Tubulariidae Goldfuss, 1818

- Véase también: Hydrozoa y Anthoathecata